# Stypiura basalis
Stypiura basalis är en stekelart som först beskrevs av Walker 1862.  Stypiura basalis ingår i släktet Stypiura och familjen bredlårsteklar. Inga underarter finns listade i Catalogue of Life.